# João Paulo de Oliveira

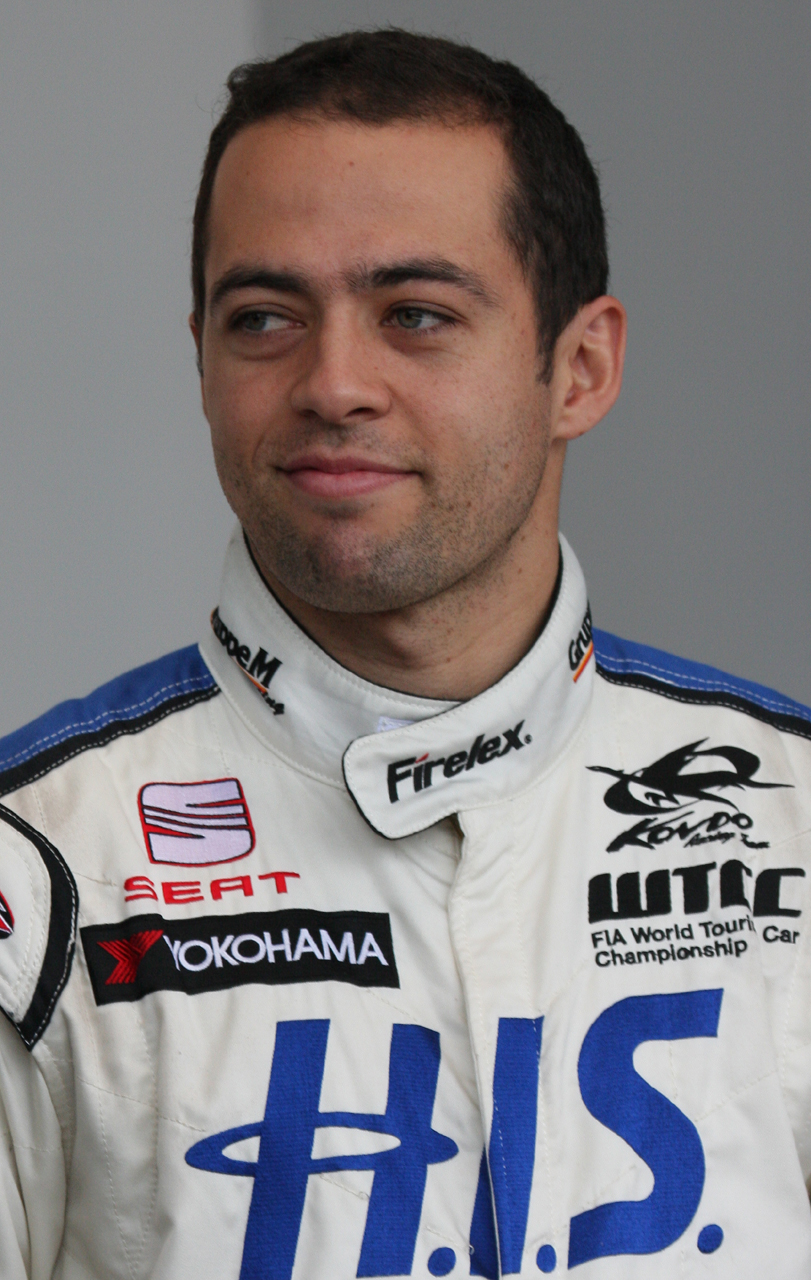
João Paulo de Oliveira 2009

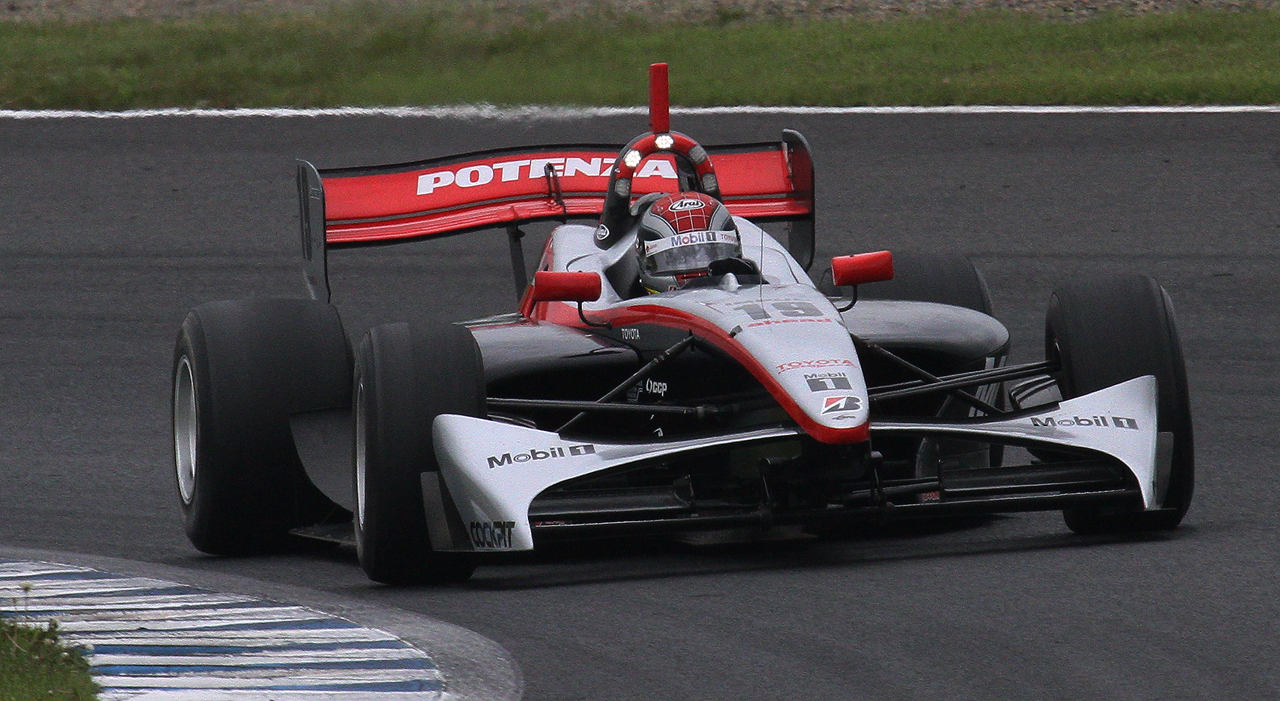
de Oliveira in der Formel Nippon 2010

João Paulo de Oliveira (* 13. Juli 1981 in São Paulo) ist ein brasilianischer Automobilrennfahrer. Er wurde 2003 deutscher- und 2005 japanischer Formel-3-Meister. Mit Unterbrechungen trat er von 2006 bis 2015 in der Super Formula (ehemals Formel Nippon) an, in der er 2010 den Meistertitel gewann.

## Karriere
João Paulo de Oliveira begann seine Motorsportkarriere 1997 im Kartsport. 1998 stieg er in die brasilianische Formel-Ford-Meisterschaft ein und fuhr auch einige Rennen der brasilianischen Formel Chevrolet. 1999 wechselte er in die südamerikanische Formel-3-Meisterschaft. Er wurde Zwölfter in der Gesamtwertung und gewann den Meistertitel der B-Klasse. 2000 gewann er fünf Rennen und wurde Vizemeister hinter Vitor Meira.
2001 wechselte de Oliveira nach Europa und stieg in die deutsche Formel-3-Meisterschaft ein. Mit einem Sieg beendete er seine erste Saison auf dem siebten Gesamtrang. 2002 blieb er in der deutschen Formel 3. Er gewann in dieser Saison kein Rennen und belegte am Saisonende den zwölften Platz in der Meisterschaft. Nachdem die deutsche mit der französischen Formel-3-Meisterschaft zur Formel-3-Euroserie fusioniert worden war, blieb de Oliveira im neu entstandenen deutschen Formel-3-Cup. Er gewann 13 von 16 Rennen und gewann dominant den Meistertitel. Außerdem nahm er an einigen Rennen der britischen und österreichischen Formel-3-Meisterschaft teil.
2004 ging de Oliveira nach Japan in die japanische Formel-3-Meisterschaft und startete für das Dome Project. Er entschied sechs Rennen für sich und wurde Vizemeister hinter Ronnie Quintarelli. 2005 wechselte er zu TOM’S und gewann sieben Rennen. Er sicherte sich den Meistertitel vor seinem Teamkollegen Kazuki Nakajima. 2006 wechselte er zu Yellow Hat Hasemi Motorsport in die japanische Super GT und bildete ein Fahrerduo mit Naoki Yokomizo. Die beiden beendeten die Saison auf dem 15. Gesamtrang. Außerdem nahm er für das Team 5ZIGEN an einem Rennen der Formel Nippon teil. 2007 wechselte de Oliveira zu Kondo Racing und wurde mit einem dritten Platz als bestes Ergebnis Achter in der Formel Nippon. Außerdem trat er für Kondo Racing zusammen mit Seiji Ara in der Super GT an und wurde mit einem Sieg Zehnter. 2008 gewann er sein erstes Rennen in der Formel Nippon und belegte den sechsten Gesamtrang. In der Super GT erreichte er zusammen mit Ara mit einem Sieg den 14. Platz.
2009 verließ er die Formel Nippon und startete zunächst nur zusammen mit Ara für Kondo Racing in der Super GT. Die beiden wurden mit einem Sieg Achte in der Gesamtwertung. Darüber hinaus gab er sein Debüt in der Tourenwagen-Weltmeisterschaft (WTCC) und startete bei zwei Rennen dieser Serie, bei denen er ohne Punkte blieb. 2010 kehrte er für das Team Impul in die Formel Nippon zurück. Er gewann zwei Rennen und den Meistertitel vor André Lotterer. In der Super GT blieb er bei Kondo Racing und erhielt mit Hironobu Yasuda einen neuen Teamkollegen. Die beiden belegten mit einem Sieg den zehnten Platz in der Fahrerwertung. 2011 blieb de Oliveira beim Team Impul in der Formel Nippon. Er gewann das Rennen in Motegi und beendete die Saison auf dem dritten Gesamtrang. Zudem entschied er ein nicht zur Meisterschaft zählendes Formel-Nippon-Rennen für sich. In der Super GT wechselte de Oliveira ebenfalls zum Team Impul und bildete ein Fahrerduo mit Tsugio Matsuda. Die Zwei gewannen ein Rennen und erreichten den fünften Gesamtrang. Darüber hinaus debütierte de Oliveira 2011 für Conquest Racing in der IndyCar Series beim japanischen Rennen in Motegi.
2012 trat de Oliveira erneut für das Team Impul in der Formel Nippon an. Matsuda wurde auch hier sein Teamkollege. Mit einem Sieg und insgesamt drei Podest-Platzierungen schloss er die Saison auf dem fünften Gesamtrang ab. Intern setzte er sich mit 34,5 zu 20 Punkten gegen Matsuda durch. Darüber hinaus blieb de Oliveira für das Team Impul in der Super GT aktiv. Mit einem Sieg wurde er zusammen mit Matsuda Gesamtvierter. 2013 startete de Oliveira in der Super Formula – dem neuen Namen der ehemaligen Formel Nippon – für das Team Impul. Er wurde erneut Gesamtfünfter. Intern behauptete er sich mit 19 zu 18,5 Punkten gegen de Oliveira. In der Super GT gewannen de Oliveira und Matsuda für Impul ein Rennen und belegten den neunten Platz im Gesamtklassement.
2014 gewann de Oliveira drei Super-Formula-Rennen für Impul. Damit war er der Fahrer mit den meisten Siegen. In der Meisterschaft unterlag er Kazuki Nakajima mit 39,5 zu 46 Punkten und wurde Gesamtzweiter. Intern setzte er sich damit deutlich gegen seinen neuen Teamkollegen Narain Karthikeyan, der mit fünf Punkten 13. der Fahrerwertung war, durch. In der Super GT bildete er wieder ein Fahrerduo mit Yasuda. Die beiden siegten einmal und wurden Sechste im Gesamtklassement. 2015 wurde Andrea Caldarelli de Oliveiras Teamkollege bei Impul in der Super Formula. Mit einem Sieg schloss er die Saison auf dem vierten Gesamtrang ab und setzte sich damit deutlich gegen Caldarelli durch, der 14. war. Darüber hinaus war de Oliveira erneut zusammen mit Yasuda in der Super GT aktiv. Die beiden erreichten den zweiten Platz in der Fahrerwertung.

## Statistik

### Karrierestationen
| - 1997: Kartsport - 1998: Brasilianische Formel Ford - 1998: Brasilianische Formel Chevrolet - 1999: Südamerikanische Formel 3 (Platz 12) - 2000: Südamerikanische Formel 3 (Platz 2) - 2001: Deutsche Formel 3 (Platz 7) - 2001: Südamerikanische Formel 3 - 2002: Deutsche Formel 3 (Platz 12) - 2003: Deutscher Formel 3 (Meister) - 2003: Britische Formel 3 (Platz 26) - 2003: Österreichische Formel 3 (Platz 9) - 2004: Japanische Formel 3 (Platz 2) | - 2005: Japanische Formel 3 (Meister) - 2006: Formel Nippon - 2006: Super GT (Platz 15) - 2007: Formel Nippon (Platz 8) - 2007: Super GT (Platz 10) - 2008: Formel Nippon (Platz 6) - 2008: Super GT (Platz 14) - 2009: Super GT (Platz 8) - 2009: WTCC - 2010: Formel Nippon (Meister) - 2010: Super GT (Platz 10) - 2011: Formel Nippon (Platz 3) | - 2011: Super GT (Platz 5) - 2011: IndyCar Series (Platz 44) - 2012: Formel Nippon (Platz 5) - 2012: Super GT (Platz 4) - 2013: Super Formula (Platz 5) - 2013: Super GT (Platz 9) - 2014: Super Formula (Platz 2) - 2014: Super GT (Platz 6) - 2015: Super Formula (Platz 4) - 2015: Super GT (Platz 2) - 2016: Super Formula |

### Einzelergebnisse in der Formel Nippon/Super Formula
| Jahr | Team                | Motor  | 1   | 2   | 3   | 4   | 5   | 6   | 7   | 8   | 9   | 10  | 11  | Punkte | Rang |
| ---- | ------------------- | ------ | --- | --- | --- | --- | --- | --- | --- | --- | --- | --- | --- | ------ | ---- |
| 2006 | Team 5ZIGEN         | Honda  | FU1 | SU1 | MO1 | SU2 | AUT | FU2 | SUG | MO2 | SU3 |     |     | 0      | –    |
| 2006 | Team 5ZIGEN         | Honda  |     |     |     |     |     | 8   |     |     |     |     |     | 0      | –    |
| 2007 | Carchs Kondo Racing | Toyota | FU1 | SU1 | MO1 | OKA | SU2 | FU2 | SUG | MO2 | SU3 |     |     | 18     | 8.   |
| 2007 | Carchs Kondo Racing | Toyota | DSQ | 14  | 8   | 4   | 7   | 6   | DNF | 8   | 3   |     |     | 18     | 8.   |
| 2008 | Kondo Racing        | Toyota | FU1 | SU1 | MO1 | OKA | SU2 | SU2 | MO2 | MO2 | FU2 | FU2 | SUG | 33     | 6.   |
| 2008 | Kondo Racing        | Toyota | DNF | DNF | 9   | 11  | 4   | 5   | 3   | 3   | 1   | 8   | 6   | 33     | 6.   |
| 2010 | Team Impul          | Toyota | SU1 | MO1 | FU1 | MO2 | SUG | AUT | SU2 | SU2 | FU2 | FU2 |     | 47,5   | 1.   |
| 2010 | Team Impul          | Toyota | 2   | 1   | 3   | 6   | 11  | 2   | 4   | 1   | 10  | DSQ |     | 47,5   | 1.   |
| 2011 | Team Impul          | Toyota | SU1 | AUT | FU1 | MO1 | SU2 | SUG | MO2 | MO2 | FU2 |     |     | 28     | 3.   |
| 2011 | Team Impul          | Toyota | 6   | 4   | 4   | 1   | C   | DNF | 9   | 3   | 1   |     |     | 28     | 3.   |
| 2012 | Team Impul          | Toyota | SU1 | MO1 | AUT | FU1 | MO2 | SUG | SU2 | SU2 | FU2 |     |     | 34,5   | 5.   |
| 2012 | Team Impul          | Toyota | 3   | 2   | DNF | 6   | 1   | 6   | 4   | DNF | 2   |     |     | 34,5   | 5.   |
| 2013 | Lenovo Team Impul   | Toyota | SU1 | AUT | FU1 | MOT | INJ | SUG | SU2 | SU2 | FU2 |     |     | 19     | 5.   |
| 2013 | Lenovo Team Impul   | Toyota | 6   | 4   | 6   | 4   | C   | DNF | 3   | 17* | 6   |     |     | 19     | 5.   |
| 2014 | Lenovo Team Impul   | Toyota | SU1 | FUJ | FUJ | FUJ | MOT | AUT | SUG | SU2 | SU2 |     |     | 39,5   | 2.   |
| 2014 | Lenovo Team Impul   | Toyota | 7   | 1   | 2   | DNF | 1   | 3   | DNF | 1   | 4   |     |     | 39,5   | 2.   |
| 2015 | Lenovo Team Impul   | Toyota | SU1 | OKA | FUJ | MOT | AUT | SUG | SU2 | SU2 |     |     |     | 34     | 4.   |
| 2015 | Lenovo Team Impul   | Toyota | 4   | 5   | 1   | 3   | 5   | 7   | DNF | 3   |     |     |     | 34     | 4.   |

Anmerkungen
1. 1 2 3 4  Für den Fuji Sprint Cup wurden keine Punkte vergeben.

### Einzelergebnisse in der IndyCar Series
| Jahr | Team            | 1   | 2   | 3   | 4   | 5    | 6   | 7   | 8   | 9   | 10  | 11  | 12  | 13  | 14  | 15  | 16  | 17  | 18  | Punkte | Rang |
| ---- | --------------- | --- | --- | --- | --- | ---- | --- | --- | --- | --- | --- | --- | --- | --- | --- | --- | --- | --- | --- | ------ | ---- |
| 2011 | Conquest Racing | STP | ALA | LBH | SAO | INDY | TXS | TXS | MIL | IOW | TOR | EDM | MDO | NHA | SNM | BAL | MOT | KTY | LSV | 10     | 44.  |
| 2011 | Conquest Racing |     |     |     |     |      |     |     |     |     |     |     |     |     | 26  |     |     |     |     | 10     | 44.  |

(Legende)

### Einzelergebnisse in der FIA-Langstrecken-Weltmeisterschaft
| Saison | Team           | Rennwagen              | 1   | 2   | 3   | 4   | 5   | 6   | 7   |
| ------ | -------------- | ---------------------- | --- | --- | --- | --- | --- | --- | --- |
| 2023   | Vanwall Racing | Vanwall Vandervell 680 | SEB | POR | SPA | LEM | MON | FUJ | BAH |
| 2023   | Vanwall Racing | Vanwall Vandervell 680 |     |     |     |     | 20  | 22  |     |